# Royal Albert-Elizabeth Club de Mons 2009-2010

## Rosa
| N. |                         | Ruolo | Calciatore         |
| -- | ----------------------- | ----- | ------------------ |
| 1  | Belgio (bandiera)       | P     | Tristan Peersman   |
| 2  | Belgio (bandiera)       | D     | Nicolas Timmermans |
| 3  | Francia (bandiera)      | D     | Frédéric Jay       |
| 4  | Belgio (bandiera)       | D     | Stéphane Demets    |
| 5  | Francia (bandiera)      | D     | Maël Lépicier      |
| 6  | Belgio (bandiera)       | C     | Dickson Agyeman    |
| 7  | Gambia (bandiera)       | A     | Mustapha Jarju     |
| 8  | Belgio (bandiera)       | C     | Tom Van Imschoot   |
| 9  | Belgio (bandiera)       | A     | Janis Coppin       |
| 10 | RD del Congo (bandiera) | C     | Zola Matumona      |
| 11 | Belgio (bandiera)       | D     | David Grondin      |
| 12 | Senegal (bandiera)      | A     | Moussa Gueye       |

| N. |                           | Ruolo | Calciatore            |
| -- | ------------------------- | ----- | --------------------- |
| 13 | Belgio (bandiera)         | P     | Patrick De Vlamynck   |
| 14 | Francia (bandiera)        | C     | Julien Bailleul       |
| 15 | Belgio (bandiera)         | C     | Axel Bossekota        |
| 16 | Belgio (bandiera)         | A     | Cédric Roussel        |
| 17 | Costa d'Avorio (bandiera) | A     | Moussa Sanogo         |
| 18 | Marocco (bandiera)        | C     | Mounir Diane          |
| 19 | Senegal (bandiera)        | D     | Khalifa Sankaré       |
| 21 | Belgio (bandiera)         | D     | Jérôme Vanderzijl     |
| 24 | Belgio (bandiera)         | P     | Adrien Saussez        |
| 25 | Belgio (bandiera)         | A     | Vivien Hiernaux       |
| 26 | Belgio (bandiera)         | C     | Mathieu Garcia-Rendon |
| 31 | Belgio (bandiera)         | C     | Anthony Carvallo      |